# دراگ (نیدرزاکسن)
دراگ (به آلمانی: Drage) یک شهر در آلمان است که در Elbmarsch واقع شده‌است. دراگ ۳٬۷۳۶ نفر جمعیت دارد.